# Ismael Rivero
Ismael Rivero (fl. XX secolo) è stato un calciatore uruguaiano, di ruolo attaccante.

## Caratteristiche tecniche
Giocava come centravanti.

## Carriera

### Club
Rivero giocò, in patria, per il Rampla Juniors: nel 1941 passò al River Plate insieme ad Avelino Cadilla, suo connazionale. Il suo passaggio nel club di Núñez fu breve: giocò infatti 5 incontri nella stagione 1941; segnò 5 gol. Passò poi al Tigre, dove fu titolare per parte della stagione 1942, arrivando a disputare 17 partite, con 8 reti. Nel 1942 passò poi al Chacarita Juniors. Una volta conclusa l'esperienza argentina, Rivero tornò in patria, rientrando nei ranghi del Rampla Juniors: nel 1944 segnò 4 gol nel 9-0 della sua squadra sul San Carlos, in seconda divisione.

### Nazionale
Debuttò con la Nazionale uruguaiana il 18 luglio 1940. Venne convocato per il Campeonato Sudamericano de Football 1941: al suo debutto nella competizione segnò una tripletta all'Ecuador. Giocò poi le restanti 3 partite del torneo, senza realizzare altre reti. L'incontro del 26 febbraio 1941 contro il Perù fu anche l'ultimo di Rivero in Nazionale.

## Palmarès

### Club

#### Competizioni nazionali
- Campionato argentino: 1

River Plate: 1941